# アル・コーラン
アル・コーラン（Al Koran、1914年 - 1972年）は、イギリス生まれの、奇術師。主にメンタリスト（メンタルマジックを演じる奇術師）としてステージに立った。
もともとは美容師であったが、趣味の奇術熱が高じて、29歳のときプロへ転向。イギリスで活躍した後、1969年にかねてから憧れていたアメリカへ移住。シカゴのナイトクラブなどで演技した。
観客から借り受けた指輪が消えてマジシャンのキーケースから出現するマジック（リング・フライト）や、奇跡的な予言マジックなど、オリジナルマジックを多数考案。「アル・コーラン・デック」のように、自身の名が冠されたトリックもある。
コーランの演目は、そのほとんどが書物で知ることができる。
アメリカ移住後は、『エド・サリバン・ショー』などにも出演し賞賛を浴びた。